# Giovanni Battista Marzi

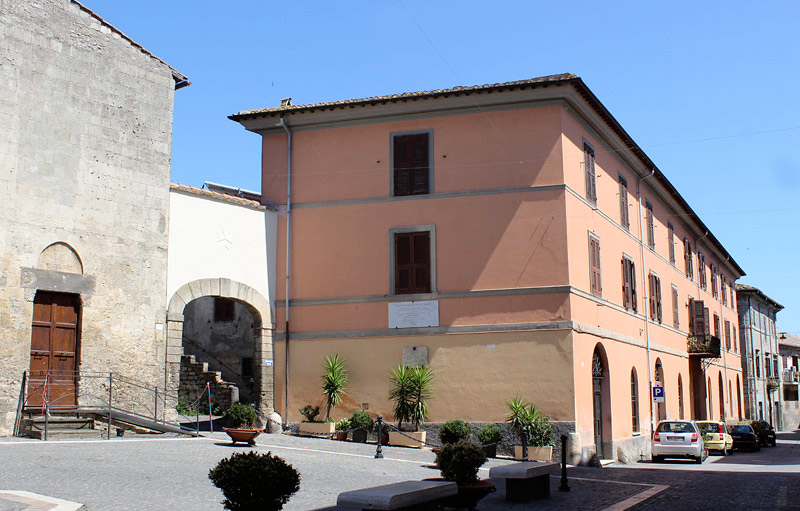
Casa nativa - Palazzo Marzi - Tarquinia (VT)

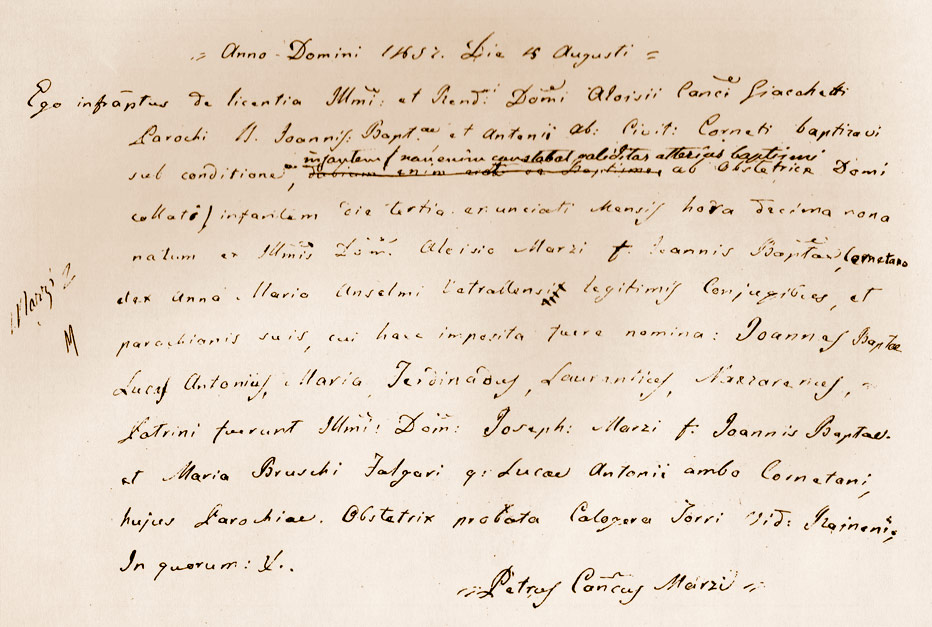
Certificato di battesimo di Giovanni Battista Marzi

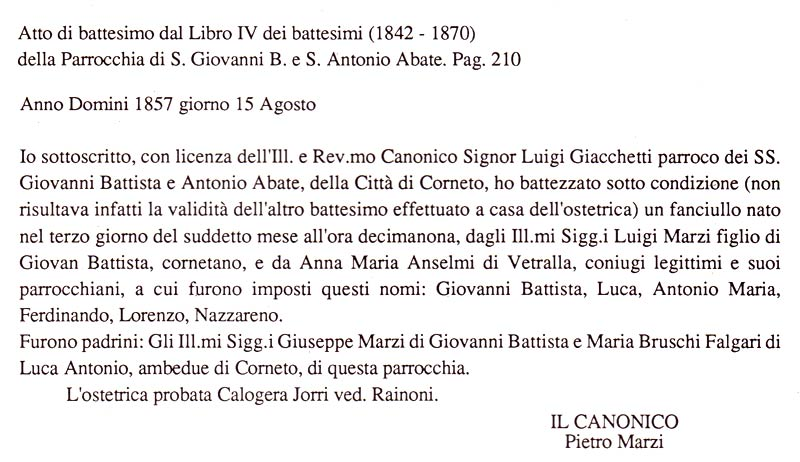
Traduzione Certificato di battesimo di Giovanni Battista Marzi

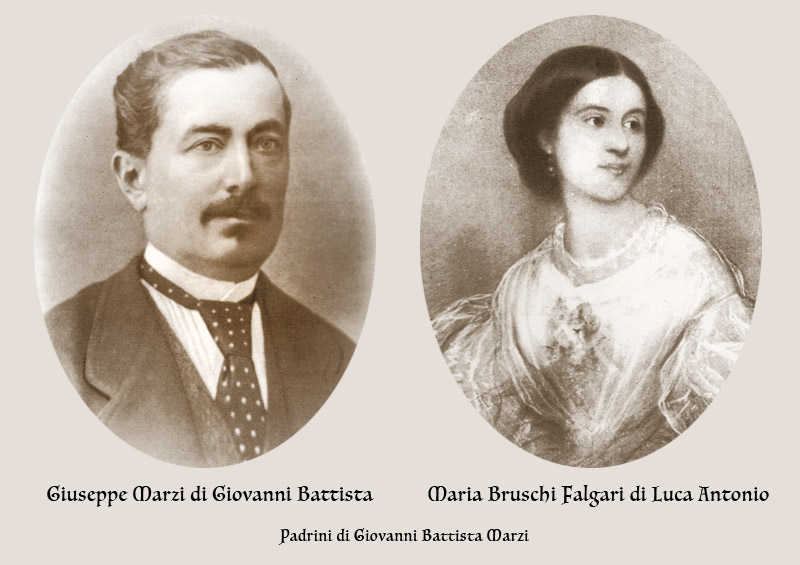
Padrini di battesimo di Giovanni Battista Marzi

Giovanni Battista Marzi (Tarquinia, 3 agosto 1857 – Roma, 16 giugno 1928) è stato un inventore italiano, inventore del telefono automatico e precursore nel campo della radiofonia.

## Biografia
La cittadina di Corneto, dal 1872 chiamata Corneto-Tarquinia, oggi Tarquinia dette i natali a G. B. Marzi.
Frequentò il liceo classico e si dedicò particolarmente allo studio della lingua latina, tanto da ottenere il riconoscimento della Internazionale Academia Regia Disciplinarum Nederlandica Ex Legato Hoeufetiano oggi Institutum Internationale Historiae Socialis. Ultimati i suoi studi, anziché seguire le orme paterne e dedicarsi all'agricoltura ed alla zootecnica assumendo la direzione dell'azienda famigliare, si sentì fortemente attratto dall'elettromeccanica.
Dopo il servizio militare, a 23 anni, fu nominato direttore ed organizzatore della nascente Rete Telefonica Romana e nello stesso tempo segretario per l'Italia della "Société Générale des Téléphones".

## Le invenzioni
Nell'anno 1884 abbandonò la direzione dei telefoni urbani e si dedicò alla costruzione sia di apparecchi di precisione, come di forniture elettriche e meccaniche di carattere militare. Impiantò, per conto della Direzione del Genio Militare, una complessa rete telefonica tra tutte le caserme, fortificazioni ed uffici militari di Roma.

### I bersagli elettrici
Inventò i bersagli elettrici: utilizzò l'impatto del proiettile per generare la corrente elettrica necessaria alla segnalazione dell'impatto avvenuto su di un piccolo quadro posto presso il tiratore. La corazza del bersaglio, formata da diverse lastre di acciaio, di spessore atto a resistente all'urto della pallottola, produceva, una volta colpita, delle vibrazioni che, a mezzo di generatori elettromagnetici applicati dietro le sezioni della corazza, venivano trasformate in correnti indotte capaci di far funzionare il quadro vicino al tiratore, riproducendo in scala ridottissima tutte le sezioni del bersaglio.

### Centralino Telefonico Automatico
Nel 1886, dopo molti tentativi e non indifferenti spese, immaginò ed attuò, primo nel mondo, una serie di originali dispositivi, creando in tal modo il Centralino Telefonico Automatico Marzi che installò in Vaticano. Il Papa Leone XIII fu così il primo al mondo a far uso del telefono automatico. Sulla Rivista Telefoni e Telegrafi  si legge:
Il sistema automatico del Marzi, benché attivato e provato da un lungo esperimento negli uffici della Biblioteca Vaticana, non ha avuto poi ulteriore incoraggiamento e più estese applicazioni: a quei tempi, quando il servizio telefonico anche nelle grandi città era limitato a reti di poche centinaia di abbonati, era ancora prematura la messa in opera di una centrale automatica, e poteva, tuttalpiù, costituire una curiosità ed un lusso.

### Telegoniometro elettrico a base orizzontale
Altra invenzione è il "Telegoniometro elettrico a Base orizzontale sistema Marzi" per il tiro indiretto con obici, nelle batterie da costa.
L'invenzione consiste nel riprodurre a distanza, in piccolissime proporzioni, l'angolo formato dalle linee di visuale di due cannocchiali piazzati lungo una spiaggia a qualche chilometro di distanza fra loro e puntati ambedue contro uno stesso bersaglio.
Il sistema è basato principalmente sulla riproduzione a distanza di tutti i più piccoli movimenti di un telescopio in ogni direzione ed a tutte le velocità.
La caratteristica speciale del sistema "Marzi" è che ottiene il rovesciamento di marcia degli indici delle macchine riproduttrici senza il rovesciamento di rotazione degli ingranaggi e senza avere alcun attrito da vincere.
In tale maniera non accade mai che l'indice dell'apparecchio riproduttore continui a marciare in un senso determinato, mentre il telescopio abbia nel frattempo cambiato direzione, come si verifica molto spesso in altri sistemi: per esempio nel Distanziometro Siemens e nel Telemetrografo de Tromelin.
L'intersezione degli indici rappresenta il punto dove si trova la nave da colpire, contro la quale sono diretti i telescopi dei due osservatori.
Si possono in tal modo seguire gli spostamenti della nave e tracciare la rotta. Due contatori di giri, situati sulla piattaforma, indicano in ogni istante la posizione della nave in metri per la distanza ed in gradi e ventesimi di grado per la direzione. Inoltre vi è un dispositivo che serve a calcolare meccanicamente la posizione in cui si troverà la nave in un tempo prestabilito, onde poter fare il tiro preparato, colpire cioè nel punto in cui si troverà la nave dopo trascorso il tempo che impiega il proietto nella sua traiettoria. Sull'invenzione fu posto il divieto di divulgazione nell'interesse della difesa nazionale.
L'invenzione del Marzi comportò la rivoluzione della difesa delle coste. Le batterie invisibili alla flotta nemica, poiché riparate dietro l'ostacolo naturale dei monti potevano colpire il bersaglio senza neppure essere viste.
La Marina Italiana ed il suo Ministro di allora, Benedetto Brin, compresero l'importanza del "Telegoniometro Marzi" e ne vollero dotare un punto strategico per la nostra difesa marittima: l'Arcipelago della Maddalena.

### Batterie di accumulatori di grande capacità
L'illuminazione elettrica, che allora cominciava ad imporsi nelle pubbliche vie e piazze ed anche presso i privati, non lasciò insensibile lo spirito d'iniziativa del Marzi, che, in concorrenza con l'allora Società Anglo-Romana del Gas, unica concessionaria della illuminazione della capitale, riuscì ad ottenere dal sindaco Gaetani, Duca di Sermoneta, il nulla osta per l'installazione di una centrale elettrica ad accumulatori.
Iniziata la distribuzione dell'illuminazione ad una vasta zona di Roma con batterie di accumulatori di grande capacità dal medesimo Marzi ideate e costruite costrinse la Società Anglo-Romana a ridurre le tariffe a tutto vantaggio della cittadinanza romana.

### Telefono Altosonante Marzi
Altra invenzione del Marzi fu il "Telefono Altosonante Marzi" con il quale si poté ottenere una potenza di ricezione talmente considerevole da poter percepire voci e suoni a distanze mai raggiunte, oltre i cento metri, per quei tempi incredibile. Il limite di potenza era solo imposto dal trasmettitore, che, come tutti i microfoni a base di polvere e granuli di carbone, non permettevano passaggi di corrente superiori a 0,4/0,5 ampere senza surriscaldarsi e bruciare.
La nuova intenzione del Marzi apriva alla telefonia un nuovo vasto campo di sfruttamento: non solo per le applicazioni militari, ma anche per tutte le altre molteplici applicazioni cui si sarebbe prestata nella vita civile. Il "Telefono Altosonante Marzi" destò il più vivo interessamento non solo nella Marina italiana, ma anche in molte altre marine estere ed in varie società di navigazione.
La Rassegna Universale, organo ufficiale dell'Esposizione di Marina ed Igiene, nell'anno 1914 pubblicava:
A Roma, durante le elezioni amministrative, alcuni di questi telefoni, piazzati sul Corso Umberto I e precisamente dinanzi all'allora famoso Caffè Aragno, in piazza San Silvestro dove è il palazzo delle Poste, nella frequentatissima via delle Convertite ed in quella adiacente di S. Claudio, comunicavano direttamente al pubblico le notizie dello svolgersi delle elezioni, che venivano trasmesse dagli uffici del giornale La Vita.
Nell'occasione dell'arrivo a Parigi del Principe Scipione Borghese, vincitore del raid Pechino-Parigi, ebbe luogo al giardino delle Tuileries, una festa notturna con proiezioni di fotografie raccolte durante il raid. I Telefoni altosonanti Marzi, a gran voce, riproducevano al pubblico brani inneggianti agli arditi viaggiatori.  

### La trasmissione telefonica a distanza
Altra invenzione fu poi la soluzione del problema della trasmissione telefonica a distanza.
Marzi, fermò un giorno la sua attenzione sul classico orologio a sabbia, la clessidra, nel quale la sabbia, precipitando in misura uniforme di quantità e di tempo, marca l'ora che fugge. Il grande ostacolo che allora incontrava la radiotelefonia per entrare nel campo pratico e sostituirsi con vantaggio alla radiotelegrafia, era la mancanza di un microfono capace di sopportare correnti di una certa intensità. Gli ordinari microfoni, apparecchi delicatissimi, incapaci di sottostare a forti correnti, si dimostravano inadatti nelle trasmissioni radiotelefoniche, dove il superamento delle distanze era in proporzione diretta della corrente lanciata sull'antenna. Scartati i microfoni a carbone, si ricorse ai microfoni idraulici e fra tutti risultò il migliore quello ideato dal prof. Majorana, ma si dimostrò in pratica inutilizzabile per la sua estrema delicatezza e per le specialissime condizioni ambientali in cui doveva funzionare.
Il Marzi pensò di non far permanere nell'alveolo microfonico il carbone disgregato in modo da espellerlo in virtù delle vibrazioni della voce. Siccome tali vibrazioni in origine erano troppo deboli, si servì quale "relais amplificatore" del suo telefono altosonante, utilizzando le forti vibrazioni della membrana per modificare la distanza tra due carboni cilindrici messi tra di loro ad "ugnatura", di cui: il verticale forato per il passaggio dei granuli di carbone e l'orizzontale raccordato al centro della membrana vibrante del telefono altosonante, funzionante da relai. Ambedue i carboni, a loro volta, collegati ai capi di un circuito oscillatorio.
I granuli di carbone, discendendo attraverso il carbone verticale forato, vengono dall'altro carbone orizzontale più o meno compressi, modificando la resistenza della corrente ed ottenendo le variazioni nel circuito oscillatorio prodotte dal microfono trasmittente. Questo lavoro, essenzialmente meccanico, permette la caduta dei granuli di carbone prima di essere soggetti a riscaldamento. Con tale sistema fu possibile lanciare forti correnti sull'antenna ed aumentare sempre l'intensità con la messa in parallelo di più relai, azionati da un solo normale microfono.
Come raccontato nella ponderosa opera Tussen vonk en omroep di Bruno Brasseur e Guido Nys, del 2014, una piccola stazione trasmittente fu subito installata ed immediatamente si iniziarono saltuarie trasmissioni di sondaggio presso l'Ecole pratique de Télégraphie sans fil Goldschimdt, situata nella Villa Reale di Laeken (Bruxelles).
Sui giornali venne data notizia che un inventore italiano, l'elettrotecnico Giovanni Battista Marzi, avrebbe dalla stazione trasmittente di Laeken  effettuato, ad ore stabilite, delle radio-audizioni. I tanti amatori, non solo del Belgio, ma anche dalle vicine nazioni, alle ore indicate erano presso i loro apparecchi in attesa dello straordinario evento.
Le Soir, Le XX Siècle, la Revue de Radiotelegraphie di Bruxelles e il quotidiano Le Matin di Parigi, riportarono l'avvenimento nelle prime pagine sotto grandi titoli: "Le milles et una nuits - Des concerts retentissants donnés a Bruxelles ils sont entendus jusqu'a Paris" - "Les expériences de telephonie sans fil en Belgique" : «une expérience sensationelle a eu lieu hier: on a téléphoné sans fil de cent kilometre et la voix a été merveilleusement entendue».
Ecco quanto si legge sul Courrier de l'Escaut del 31 marzo 1914:

## Le commemorazioni

### Lettere postali delle Poste Vaticane
Le Poste Vaticane il 27 dicembre 1966 hanno commemorato l'invenzione con l'emissione di due lettere postali in occasione dell'80º anniversario dell'installazione del primo Telefono Automatico del Marzi.

### La milionesima carta telefonica
Il Vaticano ha festeggiato l'emissione della milionesima carta telefonica con due tessere telefoniche riportanti l'effigi di Papa Leone XIII e del Marzi e su ambedue il ricordo dell'installazione del primo Telefono Automatico Marzi nella Biblioteca Apostolica Vaticana.

### Convegno Nazionale di studi scientifici - Tarquinia

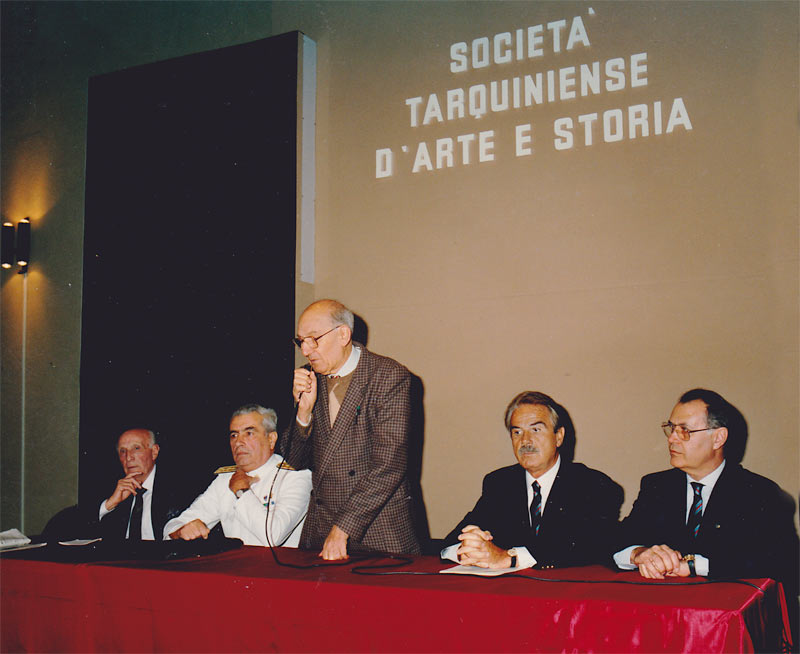
Convegno su G.B. Marzi da sinistra: Ammiraglio Orazio Luigi Marzi, Ammiraglio Franco Papili, Presidente STAS Bruno Blasi, Prof. Ing. Francesco Fedi, Avv. Massimo Marzi - Archivio Famiglia Marzi

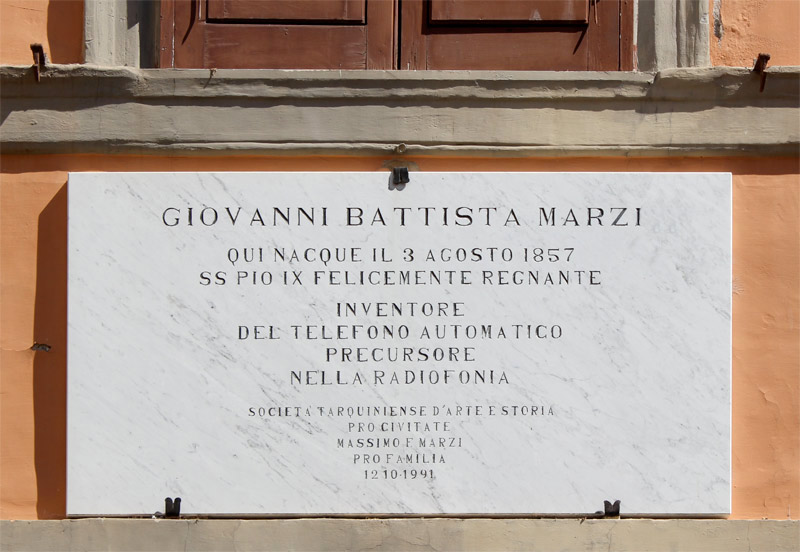
Targa affissa su Palazzo Marzi in occasione del Convegno Nazionale di studi scientifici del 1991

Il 12 e 13 ottobre 1991 si è tenuto a Tarquinia, un convegno di studi scientifici su Giovanni Battista Marzi a cura della STAS Società Tarquiniense d'Arte e Storia, alla presenza dell'On. Luciana Castellina, pronipote dell'inventore, già coniugata con Alfredo Reichlin e madre di Lucrezia Reichlin e Pietro Reichlin, dell'allora Vice Presidente dell'Enel Ing. Alessandro Ortis, poi Presidente dell'Autorità per l'Energia Elettrica il Gas e il sistema Idrico, del Prof. Ing. Francesco Fedi, già Presidente del COST (European Cooperation in Science and Technology).
Le Forze Armate erano rappresentate dall'Amm. di Sq. Franco Papili, Presidente del Consiglio Superiore delle FF.AA. il quale non solo ha commemorato il grande inventore, ma ha anche sottolineato di essere presente per rendere giustizia: tutte le più importanti invenzioni del Marzi, infatti, non vennero pubblicate perché allora coperte dal segreto militare.

#### L'annullo Postale
Le Poste Italiane nel 1991 in occasione del "Convegno Nazionale in onore dello scienziato Giovanni Battista Marzi" hanno emesso un annullo speciale per ricordare l'evento.

### Riconoscimenti nella stampa
Nella ricorrenza del cinquantenario dell'invenzione del Centralino Telefonico Automatico, la rivista settimanale di divulgazione scientifica Sapere n. 47 del 15 dicembre 1946, sotto il titolo L'italiano G. B. Marzi Primo inventore del Telefono Automatico rivendica all'Italia, in nome del Marzi, la priorità di tale invenzione.